# Kővágószőlős
Kővágószőlős (croate: Kovasiluš) est un village et une commune du comitat de Baranya en Hongrie.

## Les maires de
| Période                                  | Période  | Identité           | Étiquette                                | Qualité |
| ---------------------------------------- | -------- | ------------------ | ---------------------------------------- | ------- |
| 1990                                     | 1994     | Maurer Péter       | Alliance des démocrates libres (Hongrie) |         |
| 1994                                     | 2002     | Bátor József       | Zsongorkő Baráti Kör                     |         |
| 2002                                     | 2006     | Sándor Tibor       | Zsongorkő Baráti Kör                     |         |
| 2006                                     | En cours | Sándor Tibor Antal |                                          |         |
| Les données manquantes sont à compléter. |          |                    |                                          |         |